# 何塞·伊拉里奥·洛佩斯
何塞·伊拉里奥·洛佩斯（José Hilario López，1798年2月18日—1869年11月27日），出生於哥倫比亞波帕揚，是哥倫比亞政治人物，1849年至1853年擔任新格瑞那達共和國總統。

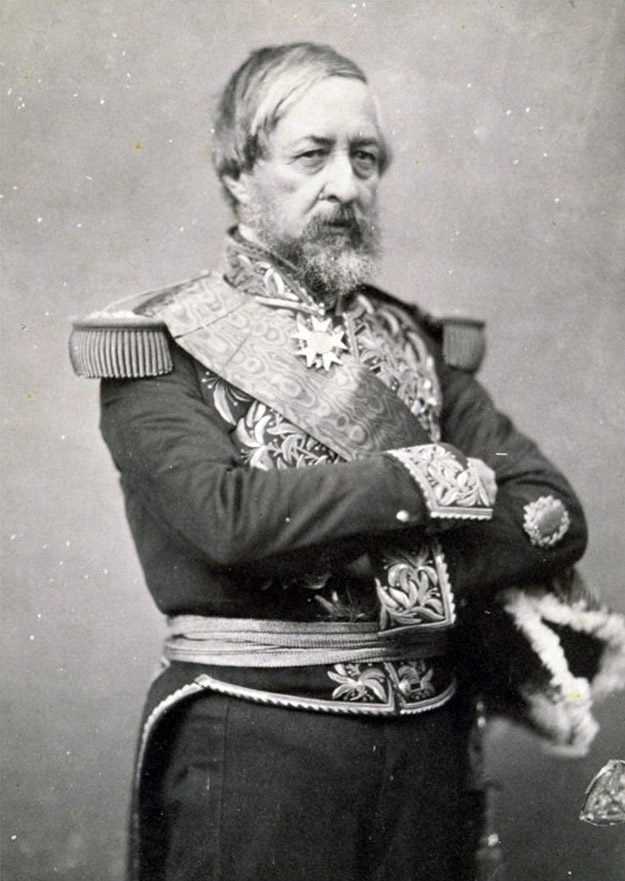
何塞·伊拉里奥·洛佩斯